# Айгулевский сельсовет
Айгулевский сельсовет — муниципальное образование в Стерлитамакском районе Башкортостана.
Административный центр — село Айгулево.

## История
Согласно Закону о границах, статусе и административных центрах муниципальных образований в Республике Башкортостан имеет статус сельского поселения.

## Население
| 2002 | 2009 | 2010 | 2012 | 2013 | 2014 | 2015 |
| ---- | ---- | ---- | ---- | ---- | ---- | ---- |
| 873  | ↗906 | ↗936 | ↘887 | ↘877 | ↘836 | ↘804 |
| 2016 | 2017 | 2018 |      |      |      |      |
| ↘774 | ↘764 | ↘739 |      |      |      |      |

## Состав сельского поселения
| № | Населённый пункт | Тип населённого пункта       | Население |
| - | ---------------- | ---------------------------- | --------- |
| 1 | Айгулево         | село, административный центр | ↘641      |
| 2 | Помряскино       | село                         | ↗295      |